# Alpuri
Alpuri (en georgiano: ალპური; en armenio: Ալպիյսկոյե, romanizado: Alpiyskoye) o Achipsta (en abjasio: Аҽыҧсҭа; en ruso: Ачипста) es una aldea que pertenece a la parcialmente reconocida República de Abjasia, parte del distrito de Gagra, aunque de iure pertenece al municipio de Gagra de la República Autónoma de Abjasia de Georgia.

## Toponimia
El nombre Achipsata en abjasio significa literalmente "valle de los ciervos".

## Geografía
Atidzta se encuentra a 2 km de Gagra. Las aldea se administra desde el pueblo de Koljida.

## Historia
Alpuri se conocía con ese nombre desde principios del siglo XX. En 1948, se le cambió el nombre y en 1955 recuperó el nombre de Alpuri. Las autoridades abjasias cambiaron su nombre a Achipsta en 1992.

## Demografía
La evolución demográfica de Alpuri entre 1959 y 1989 fue la siguiente:
| 361                                                 | 278 |
| (Fuente: Population of Abkhazia since Soviet times) |     |

Antes de la guerra de Abjasia, la mayoría de la población local eran armenios.